# Josef Tal
Josef Tal; eredeti neve: Grünthal, más néven Joseph Tal, héberül: יוסף טל (Pinne, Posen mellett, 1910. szeptember 18.  – Jeruzsálem, 2008. augusztus 25.) izraeli zeneszerző. Az izraeli klasszikus zene egyik alapítójának tekinthető.

## Életpályája
A mai Lengyelország területén fekvő Pinnében született. Szülei, Ottilie és Julius Grünthal rabbi, valamint idősebb nővére, Grete 1910-ben Berlinbe költöztek, ahol a család ettől kezdve egy magán árvaházat vezetett. 1910-ben Julius Grünthal rabbi a Hochschule für die Wissenschaft des Judentums oktatója volt, és az ókori nyelvek filológiájára szakosodott.

## Tanulmányi időszaka
A berlini Zeneakadémián Paul Hindemith, Max Trapp (zongora, zeneszerzés), Heinz Tiessen (zeneelmélet), Max Saal (hárfa), Curt Sachs (hangszerelés), Fritz Flemming (oboa), Georg Schünemann (zenetörténet), Charlotte Pfeffer és Siegfried Borris (hallásképzés), Siegfried Ochs (kóruséneklés), Leonid Kreutzer (zongora módszertan) és Julius Prüwer (karmesterség) mellett tanult. Paul Hindemith - zeneszerzés és elmélet tanára - mutatta be Tal-t Friedrich Trautwein-nak, aki az egyetemen elektronikus zenei stúdiót működtetett. Tal 1931-ben fejezte be tanulmányait a főiskolán, és egy évvel később feleségül vette Rosie Löwenthal táncosnőt. Tal zongoratanárként dolgozott, táncosokat és énekeseket kísért, valamint némafilmekben zongorázott.

## Palesztina
1934-ben Tal feleségével és fiával, Re'uvennel (1932-1967) - aki később a Megiddói Kibbutz tagja volt, és a hatnapos háborúban esett el - elhagyta a náci Németországot, és Palesztinába emigrált. Ott rövid ideig fotósként dolgozott Haifában és Chaderában. A család ezután a Beit Alfa kibucba, majd később a Gescher kibucba költözött, ahol Tal a zenének szándékozott szentelni magát. Mivel a család számára nehéz volt alkalmazkodni a kibuc társadalmi szabályaihoz, Jeruzsálemben telepedtek le, ahol Josef Tal szakmai és társadalmi kapcsolatokat épített ki. Zongoristaként lépett fel, zongoraórákat adott, és alkalmanként hárfázott az újonnan alapított Palesztinai Zenekarban. Tal és Rosie Löwenthal 1937-ben elváltak.

## Jeruzsálem
1937-től zongorát, zeneelméletet és zeneszerzést tanított Emil Hauser meghívására az 1933-ban alapított Palesztinai Konzervatóriumban. 1948-ban kinevezték a Jeruzsálemi Zene- és Táncakadémia igazgatójává, amelyet 1952-ig vezetett. 1940-ben feleségül vette Pola Pfeffer szobrászművészt. 1951-ben Tal a jeruzsálemi Héber Egyetem oktatójává nevezték ki, ahol 1961-ben megalapította az Izraeli Elektronikus Zenei Központot. 1951-ben tudományos cikkeket publikált, és számos bejegyzést írt az Encyclopaedia Hebraica című enciklopédiába. 1965-ben kinevezték a Héber Egyetem vezető professzorává, majd a Zenei Tanszék vezetőjévé, és ezt a tisztséget 1971-ig töltötte be. Ismert tanítványai közé tartoznak a zeneszerzők Ben-Zion Orgad, Robert Starer, Naomi Schemer, Jacob Gilboa, Yehuda Sharett, a zenetudós Michal Smoira-Cohn, a csellista Uzi Wiesel és a szoprán Hilde Zadek.
Tal lelkes tanár volt. Képviselte Izraelt az Új Zene Nemzetközi Társaságának konferenciáin, és világszerte részt vett előadásokon és szimpóziumokon. Tal a Berlini Művészeti Akadémia tagja és a berlini Wissenschaftskolleg zu Berlin ösztöndíjasa volt.
Josef Tal munkásságáért számos kitüntetést kapott, többek között az Izrael-díjat (1970), Tel-Aviv város Engel-díját 1949-ben, 1958-ban és 1977-ben, a Berlini Művészeti Díjat (1975), a Wolf-díjat (1982), a Szövetségi Érdemkereszt I. osztályát (1984) és a Johann Wenzel-Stamitz-díjat (1995).

## Művei

### Operák
- Amnon und Tamar (Amnon és Tamar) (1959). Egyfelvonásos opera mezzoszopránra, tenorra, baritonra, basszusra, férfikarra és kamarazenekarra. Libretto: Recha Freier 2Sám 13 EU után.
- Ashmedai (1969; ősbemutató: Hamburgi Állami Opera, 1971. november 9.). Opera 2 felvonásban 2 szopránra, mezzoszopránra, 6 tenorra, 5 baritonra, 2 basszusra, vegyeskarra, szalagra és szimfonikus zenekarra. Libretto: Israel Eliraz
- Massada 967 (1972). Opera 15 jelenetben 3 szopránra, 2 altra, 8 tenorra, 6 baritonra, 2 fiúszopránra, narrátorra, kétszólamú férfikarra (bariton, basszus) és hangszalagra. Libretto: Israel Eliraz
- Die Versuchung (A kísértés) (1975). Opera 2 felvonásban 6 tenorra, 4 baritonra, basszusra, vegyes kórusra, szalagra és szimfonikus zenekarra. Libretto: Israel Eliraz
- Der Turm (A torony) (1983). Opera 2 felvonásban 3 szopránra, mezzoszopránra, 7 tenorra, 4 baritonra, 3 basszusra, 5 narrátorra, vegyeskarra, szalagra és szimfonikus zenekarra. Libretto: Hans Keller
- Der Garten (A kert) (1987). Kamaraopera 7 jelenetben szopránra, tenorra, narrátorra és hangszeres együttesre. Libretto: Israel Eliraz
- Josef (1993). Opera 2 felvonásban 2 szopránra, mezzoszopránra, 2 tenorra, 2 baritonra, basszusra, vegyeskarra és szimfonikus zenekarra. Libretto: Israel Eliraz

### Művek billentyűs hangszerekre
- Josef Tal 2. zongoraversenye (1953)
- Pieces for Piano (1931) négykezes zongorára
- Chaconne (1936) zongorára
- Három darab (1937) zongorára
- Cum Mortuis In Lingua Mortua (1945). 7 variáció zongorára Muszorgszkij témájára
- Hat szonett (1946) zongorára
- Szonáta (1949) zongorára
- A Little Walk (1951) négykezes zongorára
- Five Inventions (1956) zongorára
- Dodekafonikus epizódok (1962) zongorára
- Concerto No. 5 (1964) zongorára és MagT-ra
- Concerto (1964 / 1977) csembalóra és MagT-ra
- Concerto No. 6 (1970) zongorára és MagT-re
- Five Densities (1975) zongorára
- Salva Venia (1983) orgonára
- Five Essays I-V (1986-2000) zongorára
- A Tale in Four Parts (1988) zongorára négy kézre

### Művek zenekarra és hangszeres együttesekre
- Szvit (1937) csellóra
- Szonáta (1937) hegedűcsellóra
- Prelúdium (1939) kamarazenekarra
- Szvit (1940) brácsára
- Theme and Variations on Expressions of Time (1940) 2 zongorára és ütőhangszerekre
- Concerto No. 1 (1945) zongorára és szimfonikus zenekarra
- Lament (1947) hegedűcsellóra és hárfára
- Hora (1949) csellóra és hárfára
- Reflections (1950) vonószenekarra
- Szonáta (1952) oboára és zongorára
- Sonata (1952) hegedűre és zongorára
- 1. szimfónia (1952)
- Concerto No. 2 (1953) zongorára és szimfonikus zenekarra
- Duó (1953) 2 fuvolára
- Concerto (1954) brácsára és szimfonikus zenekarra
- 1. sz. vonósnégyes (1954)
- Festive Vision (1959) szimfonikus zenekarra
- Intrada (1959) hárfára
- 2. szimfónia (1960)
- Szonáta (1960) brácsára és zongorára
- Concerto (1960) hegedűcsellóra és vonószenekarra
- Structure (1962) hárfára
- 2. sz. vonósnégyes (1963)
- Duó (1965) brácsára és zongorára
- Fafúvós kvintett (1966)
- Fanfare (1968) 3 trombitára és 3 harsonára
- Kettősverseny (1969) hegedűre, csellóra és kamarazenekarra
- Concerto (1971/1980) hárfára és MagT-ra
- Treatise (1973) csellóra (1973)
- Trió (1973) hegedűre, csellóra és zongorára
- Shape (1975) fuvolára, oboára, klarinétra, fagottra, trombitára, 2 kürtre, harsonára, ütőhangszerekre és vonósötösre.
- Concerto (1977) fuvolára és kamarazenekarra
- 3. szimfónia (1978) szimfonikus zenekarra
- Kettősverseny (1979) 2 zongorára és szimfonikus zenekarra
- Concerto (1980) klarinétra és kamarazenekarra: kürtre és vonósokra
- Movement (1980) tubára és zongorára
- Az események tánca (1981 / 1986) szimfonikus zenekarra
- Zongoranégyes (1982) hegedűre, brácsára, brácsára, csellóra és zongorára
- Imago (1982) kamarazenekarra
- Kamarazene (1982) szoprán blockflötére, marimbára és csembalóra
- 4. szimfónia (1985) szimfonikus zenekarra
- In memoriam of a Dear Friend (1985) hegedűcsellóra
- Symphonic Fanfare (1986) szimfonikus zenekarra
- 3. sz. vonósnégyes (1987)
- Duo (1989) harsonára és hárfára
- Dispute (1989) hárfára
- No. 5. szimfónia (1991) szimfonikus zenekarra
- 6. szimfónia (1991) szimfonikus zenekarra
- Duó (1992) oboára és angolkürtre
- Quartet (1994) tenorszaxofonra, hegedűre, brácsára és csellóra
- Perspective (1996) brácsára
- Good Night (2005) 2 blockflötére
- Vokális kompozíciók

### Szólóének kíséret nélkül
- Scene (1978/1982) monodráma szopránra vagy tenorra (színházi előadásra). Szöveg Franz Kafka naplóiból.
- Egyszerűség (1997) baritonra. Szöveg: Jorge Luis Borges
- Szonett Orfeuszhoz (2000) baritonszólóra. Szöveg: Orfeo Barféta (Barféta): Rainer Maria Rilke (XXIX. szonett)

### Szólóének hangszeres kísérettel
- Drei Lieder der Ruhe (Három dal a nyugalomról) (1936) szopránra és zongorára. Szövegek: Paul Verlaine, Georg Heym, Christian Morgenstern (G)
- Festive Prologue (1950) narrátorra és 2 zongorára. Szöveg: Rachel Bluwstein
- Három dal (1936/1955) szopránra és zongorára. Szöveg: Szöveg: Szöveg: Szöveg: Szöveg: Szöveg: Rachel Bluwstein
- Song (1971) baritonra vagy altra, fuvolára, kürtre, 2 tom-tomra és zongorára. Szöveg: Bluwstein Bluwstein: Szöveg: Heinrich Hei

## Fordítás
- Ez a szócikk részben vagy egészben  a   Josef Tal című német Wikipédia-szócikk fordításán alapul.  Az eredeti cikk szerkesztőit annak laptörténete sorolja fel. Ez a jelzés csupán a megfogalmazás eredetét és a szerzői jogokat jelzi, nem szolgál a cikkben szereplő információk forrásmegjelöléseként.